# Taʻovala

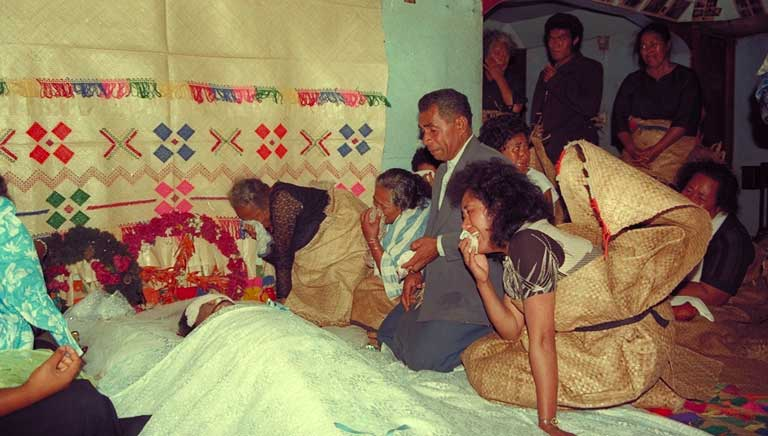
Diverse tipologie di taʻovala indossate a una cerimonia funebre

Un taʻovala è un indumento tongano, una stuoia avvolta intorno alla vita indossata sia dagli uomini sia dalle donne in tutte le occasioni formali. Il ta'ovala è un indumento abbastanza comune anche nelle isole Lau delle Figi, una regione un tempo fortemente influenzata dall'egemonia tongana e dalle sue tradizioni.

## Storia

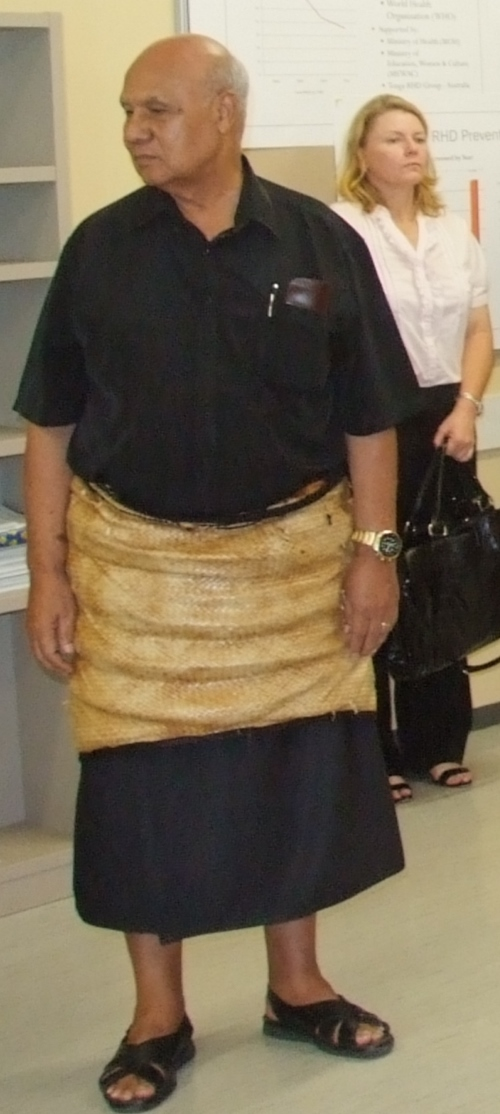
Un uomo con indosso un taʻovala

Secondo una storia tongana, un gruppo di tongani una volta arrivò in barca a Tuʻi Tonga. Avevano avuto un viaggio difficile e i loro vestiti, o quel che rimaneva, non li rendevano presentabili agli occhi del re. Tagliarono, quindi, la vela della loro barca (una stuoia) in pezzi e li avvolsero intorno alla vita. Il re fu così contento del fatto che costoro avessero sacrificato la propria vela costosa pur di rendersi presentabili che ordinò di rendere questo vestito l'abito di corte. La stuoia tongana condivide probabilmente un'origine o un'ispirazione comune con la cintura samoana valatau (o anche vala), spesso indossata dagli oratori e principalmente dai figli (manaia) e dalle figlie (taupou) in occasioni di festa e rituali.
Rimane un'ipotesi molto probabile che gli antenati dei tongani abbiano usato per la prima volta le foglie di pandanus come forma primitiva di abbigliamento, poiché erano risorse molto semplici da reperire sia nell'entroterra sia sulle coste, e in tutte le isole: di qui si sarebbe poi passati alla realizzazione dei primi ta'ovala.
L'uso attuale di ta'ovala e kiekie è dovuto a una serie di riforme sostenute nel XX secolo dalla regina Salote, la quale ha modificato i codici di abbigliamento tongano durante il suo lungo regno: tra gli obiettivi dichiarati della sua politica, infatti, vi era quello di diminuire l'uso di stili di abbigliamento europei e promuovere quanto più possibile l'utilizzo di abiti che fossero simbolo sia della cultura sia dell'identità tongana (ta'ovala e kiekie in primis). Salote aveva notato che nella vicina Tahiti era stata interrotta la coltivazione del gelso e alcune tipologie di pandanus che venivano principalmente utilizzate per gli indumenti tradizionali; così, per evitare che accadesse lo stesso a Tonga, incoraggiò le donne alla coltivazione delle piante necessarie alla tessitura e alla creazione di questi indumenti.
Il taʻovala divenne parte dell'uniforme dei dipendenti pubblici. Soprattutto per gli uomini, l'uso del taʻovala è estremamente comune a Tonga. Le donne, invece, preferiscono indossare i kiekie, sebbene non sia affatto raro l'utilizzo del ta'ovala. 

## Descrizione
Il taʻovala standard, adatto per l'abbigliamento formale e semi-formale, è una stuoia corta che arriva a metà coscia. Questa stuoia è avvolta intorno alla vita e legata con un kafa, una corda tradizionale spesso fatta di cocco intrecciato o capelli umani appartenenti a un antenato defunto.
Esistono diverse tipologia di ta'ovala e i suoi elementi strutturali vengono divisi e classificati in base alla consistenza, alla lucentezza e alla flessibilità della fibra, ma anche alla finezza delle trame, al modello e agli ornamenti di lana o piume.
Il ta'ovala non viene considerato una forma d'arte, ma serve a identificare lo status sociale di chi lo indossa o a riconoscere l'occasione per cui viene utilizzato: esistono, infatti, ta'ovala da lavoro, quelli per i matrimoni, quelli per i battesimi, quelli per andare in chiesa e, infine, quelli per i funerali. La stuoia indossata in occasioni di festa, come il proprio matrimonio, è molto più grande, finemente tessuta e spesso molto ben decorata. Questa variante fine del ta'ovala è conosciuta come ngafingafi. Il suo colore può variare dal bianco a una ricca tonalità di marrone o addirittura caffè, a seconda della sua età; più scuro è il colore, maggiore è l'età, e più alto è il valore e il prestigio. Anche il taʻovala adatto alle cerimonie funebri è una stuoia di grandi dimensioni, ma è molto più grezza e non è decorata, tessuta dal lato più ruvido della foglia di pandanus; inoltre, si preferisce indossare una stuoia più vecchia e consumata se si è di un rango inferiore al defunto.

### Materiali
Esattamente come i kiekie, anche i taʻovala possono essere realizzati con diversi materiali, sia naturali sia artificiali, come ad esempio:
- strisce di foglie di pandanus[6], di solito non dipinte, anche se a volte vengono usate strisce nere. Lo spessore di queste strisce può variare, ma indipendentemente da ciò, le stuoie sono sempre tessute a mano: quelle fini sono più difficili da realizzare e richiedono molto tempo per essere completate, oltre ad essere più costose. Le stuoie fini tongane più antiche e preziose sono conservate e indossate dalla famiglia reale tongana in occasioni formali;
- strisce di fibra di ibisco[7], chiamate fau. Come le foglie di pandanus, ma meno grossolane. La maggior parte dei taʻovala dei dipendenti pubblici è realizzata in questo modo;
- plastica, in particolare quella ottenuta da vecchi sacchi di farina. Viene impiegata come alternativa veloce ed economica alle fibre naturali.